# Аскат
Аскат (рос. Аскат)  — село Чемальського району, Республіка Алтай Росії. Входить до складу Узнезисинського сільського поселення.
Населення —  214 осіб (2015 рік). 